# Eiseleia pichanalensis
Eiseleia pichanalensis är en fjärilsart som beskrevs av Miller 1972. Eiseleia pichanalensis ingår i släktet Eiseleia och familjen Riodinidae. Inga underarter finns listade i Catalogue of Life.